# Eros Poli
Eros Poli (ur. 6 sierpnia 1963 w Isola della Scala) – włoski kolarz szosowy, mistrz olimpijski oraz trzykrotny medalista mistrzostw świata.

## Kariera
Pierwszy sukces w karierze Eros Poli osiągnął w 1984 roku, kiedy wspólnie z Marcello Bartalinim, Marco Giovannettim i Claudio Vandellim zdobył złoty medal w drużynowej jeździe na czas na igrzyskach olimpijskich w Los Angeles. Na rozgrywanych rok później mistrzostwach świata w Giavera del Montello Giovannettiego zastąpił Massimo Podenzana, a drużyna włoska zajęła trzecie miejsce. W tej samej konkurencji zdobył jeszcze dwa medale: srebrny na mistrzostwach w Colorado Springs w 1986 roku (razem z Flavio Vanzellą, Mario Scireą i Massimo Podenzaną) oraz złoty na mistrzostwach w Villach w 1987 roku (wraz z Vanzellą, Scireą i Roberto Fortunato). Wystąpił również na igrzyskach w Seulu, ale nie zdobył medalu – drużyna włoska zajęła tam piąte miejsce. Poza tym  w 1994 roku wygrał jeden z etapów Tour de France, ale w klasyfikacji generalnej zajął dopiero 115. miejsce. Najlepszy wynik w tym wyścigu uzyskał cztery lata później, kiedy to zajął 86. pozycję. Czterokrotnie startował w Giro d'Italia i raz we Vuelta a España, ale nie osiągnął sukcesów. W 1985 roku zdobył brązowy medal na szosowych mistrzostwach kraju, zajmując trzecie miejsce w indywidualnym wyścigu ze startu wspólnego.